# Gat Rimon
Gat Rimon (tiếng Hebrew: גת רימון) là một moshav thuộc hạt Quận Trung, Israel. Nằm trong thung lũng Ono ở Đồng bằng Sharon giữa Ganei Tikva, Petah Tikva và Kfar Ma'as, Gat Rimon thuộc thẩm quyền quản lý của Hội đồng vùng Drom HaSharon. Dân số năm Tháng 12 năm 2012 là 280 người.